# Philippe Santini (dirigeant d'entreprise)
Pour les articles homonymes, voir Santini.
Philippe Santini, né le 23 février 1950 à Boulogne-Billancourt, est un dirigeant français d'entreprise. Il a exercé les fonctions de directeur général de France Télévisions Publicité entre 1997 et 2012. Il a été définitivement condamné le 7 avril 2010 par la chambre criminelle de la Cour de cassation pour « complicité de violences volontaires aggravées, avec préméditation et usage ou menace d'une arme […] et séquestration ».

## Parcours professionnel[1]
Philippe Santini fait ses études au lycée de Sèvres (1969), puis à Sciences-Po Paris (1970-1973).
Après des débuts comme chef de publicité au sein de l’agence Agora (1974-1980), spécialisée en montage et suivi de campagnes d’affichage, il rejoint en 1980 la société Avenir Publicité, filiale du groupe Havas, dans laquelle il restera jusqu’en 1990, occupant successivement les postes de directeur des études et directeur du marketing. En 1987, lui sont confiés des postes opérationnels, d’abord comme directeur régional adjoint Provence-Alpes-Côte d'Azur, puis comme directeur régional Île-de-France.
En 1990, il rejoint la société Mills and Allen, société d’affichage rachetée par Avenir la même année, basée à Londres, en tant que président-directeur général (CEO) (1990-1992).
Il exerce les fonctions de vice-président de United Communications (Grande-Bretagne) (1993-1994) qui recoupe toutes les activités d’affichage en Grande-Bretagne et en Irlande ainsi que les activités d’affichage dans les aéroports (Sky Sites Ltd (Grande-Bretagne) et Sky Sites Inc (États-Unis)).
En 1994, il revient en France pour occuper jusqu’en 1997 la présidence d’Avenir Publicité tout en gardant la présidence de Sky Sites.

## France Télévisions Publicité
En 1997, il est recruté par France Télévisions pour prendre la direction générale de France Espace qui deviendra en 1999 France Télévisions Publicité.
La société détenue à 100 % par France Télévisions réalise des recettes cumulées de 431,2 millions d’euros en commercialisant les espaces publicitaires de France 2, France 3, France 4, France 5, France Ô. Elle déploie son activité dans les départements et territoires d’outre-mer (France Télévisions Outre-Mer) ainsi qu’à l’international (France Télévisions International) en assurant la régie de l’AEF (France 24 et TV5 Monde) ainsi que celle en Afrique de Canal+.
Par ailleurs, selon les dispositions réglementaires visant à limiter la vente d’espace publicitaire sur les chaînes du service public (loi Trautmann en 2000, et loi du 5 mars 2009 sur l’audiovisuel public), Philippe Santini pilote le maintien et le développement de l’activité de France Télévisions Publicité avec la prise en régie de nombreuses chaînes hors de l’univers public (Discovery, Fox Channel France, National Geographic, National Geographic Wild et Voyage, NBC Universal, 13e rue, E !Entertainment, Syfy, CFoot, Extreme Sports Channel, Luxe TV, Mezzo, Montagne TV, Nolife, Planète Justice, Telemaison, Trace TV France, TV Melody, Vivolta) et sites Internet (Curiosphere, Mytaratata, Bonjour Docteur, PSG, Virtual Regatta, Orange Caraïbes, Adwizmi, MCE, France 24, TV5 Monde, Outre-Mer 1re RFO, Vivolta). Ces chaînes totalisent plus de 350 000 spots diffusés.
À la tête de la régie de l'audiovisuel public, Philippe Santini lance successivement la gamme Mozaïk avec la volonté de segmenter l’offre et met en place un système de ventes aux enchères de l’espace publicitaire en TV, exploitée par la filiale à 100 % de France Télévisions Publicité, Media Exchange. Ce système aura représenté 10 % du chiffre d’affaires de France Télévisions Publicité en 2007 (soit 70 millions d’euros).
Les responsabilités de Philippe Santini à France Télévisions prennent fin le 25 juillet 2012,.

### La prise d'otages fictive: condamné pour complicité de violences
Le 25 octobre 2005, Philippe Santini organise une prise d’otages fictive des cadres dirigeants de France Télévisions Publicité, lors d’un séminaire, afin de tester la cohésion de l'équipe et la résistance des cadres au stress ; les cadres pris en otage ne sont pas informés de ce « jeu de rôle ».
Cette mise en scène, organisée, à la commande de Philippe Santini, par une société spécialisée dans la gestion de crise, qui emploie pour ce type d'intervention des anciens du GIGN, aura sur nombre des cadres victimes de ce jeu de rôle des conséquences psychologiques particulièrement graves. Philippe Santini est définitivement condamné le 7 avril 2010 par la chambre criminelle de la Cour de cassation pour « complicité de violences volontaires aggravées, avec préméditation et usage ou menace d'une arme […] et séquestration »,,,, il reste malgré tout à son poste jusqu'en 2012.
L'écrivain Pierre Lemaitre s'inspire de cette fausse prise d'otage pour son roman Cadres noirs en 2010. La série Dérapages, inspirée du roman, sort en 2020.

## Autres implications judiciaires
Le 3 avril 2016, la fuite de documents Panama Papers confirme de façon publique son implication en tant que propriétaire bénéficiaire d'une société offshore,.

## Autres activités
- Administrateur de Médiamétrie depuis 2003[16]
- Membre du comité exécutif de l’Union de la publicité extérieure de 1999 à 1995
- Président de l’Union de la publicité extérieure entre 1995 et 1997[17]
- Vice-président de l’European group of Advertising (Egta) entre 2002 et 2005[18]
- Président de l’European group of Advertising (Egta) entre 2005 et 2007[19]

## Distinctions
- 1995 : chevalier de l’ordre national du Mérite
- 2003 : chevalier de la Légion d’honneur[20]